# Быстрый Танып
Бы́стрый Таны́п (в верховье — Таны́п; баш. Тере Танып) — река в Пермском крае и Башкортостане, правый приток реки Белой.
Длина реки — 345 км, площадь водосборного бассейна — 7560 км². Среднегодовой расход воды — в 20 км от устья составляет 44,5 м³/с. Питание в основном снеговое. Танып замерзает в первой половине ноября, а вскрывается в апреле.

## Этимология
Название реки происходит от местного названия — Тере Танып, где второе слово это башкирское племя танып, а тере — «живой», что противопоставляет современную реку её старому руслу — Үле Танып — «мёртвый танып».

## Притоки

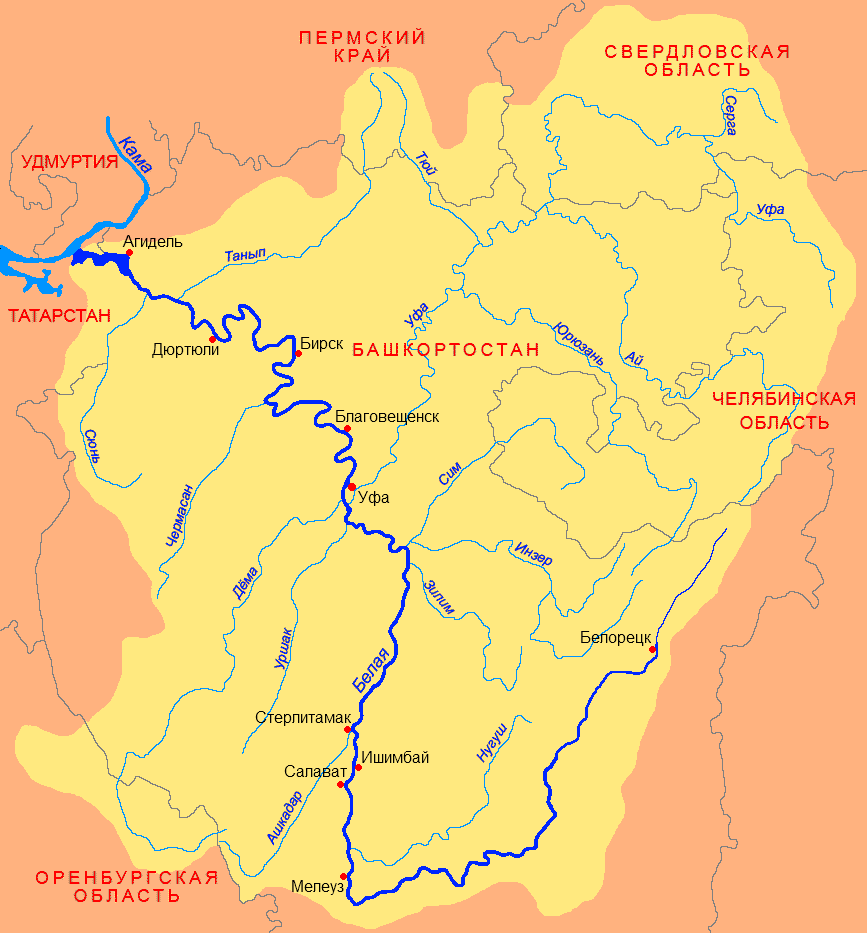
Бассейн Белой

(указано расстояние от устья)
- 35 км: Калтаса;
- 59 км: Калмия;
- 59 км: Киебак;
- 74 км: Гарейка;
- 129 км: Варзы;
- 177 км: Башки;
- 198 км: Юг;
- 199 км: Ар;
- 267 км: Емашка;
- 290 км: Стреж;
- 305 км: Сульмаш;
- 316 км: Сульмашка;
- 334 км: Ашехла[3].